# 瓦磘 (彰化縣)
瓦磘，是臺灣彰化縣埔鹽鄉的一個傳統地域名稱，位於該鄉北部偏西。相較於今日行政區，其範圍大致包括瓦磘村北大半部、好修村北大半部、西湖村東大半部、大有村東北大半部、新興村北半部。

## 歷史
台灣清治末期至日治初期，瓦磘地區為一街庄，稱為「瓦磘庄」，隸屬於馬芝堡。該庄昔日北隔臺灣溝與番社庄、外中庄為界，東與廍仔庄為鄰，東南與埔鹽庄為鄰，南邊為南勢埔庄，西邊為牛埔厝庄，西北邊一小段與菜園角庄為界。
1901年（日治明治三十四年）11月，該庄隸屬於彰化廳。1909年（明治四十二年）10月，改隸屬於臺中廳。1920年（大正九年），該庄改制為「瓦磘」大字，隸屬於臺中州員林郡埔鹽庄，大字下有「瓦磘」、「西勢湖」小字名。
戰後埔鹽庄改制為埔鹽鄉，隸屬於彰化縣，大字亦改制為村。

## 交通
縣道144號是福興至員林林厝的道路，主要為員林大排兩岸平面道路，大致以西北—東南走向轉橫向經過瓦磘地區北部，往西北可前往福興連結省道台17線、台61線，往東轉東南可前往員林，最終止於縣道137號路口；亦可於瓦磘東北側接與縣道144號併行的高架快速道路省道台76線（東西向快速公路－漢寶草屯線），該道路可於埔鹽系統交流道連接國道1號，亦可過員林後續行至位於南投草屯的中興系統交流道以連接國道3號。
縣道146號（員鹿路三段～二段）是鹿港至溪湖的道路，大致以西北－東南走向蜿蜒穿越本地區，往西北轉東北可前往鹿港、頂番婆、和美，往東南可前往埔鹽市區西郊、溪湖。

## 學校
- 好修國小

## 文化資產
- 同安寮十二庄迎媽祖

## 廟宇
- 瓦磘崇靈祠（陰廟）
- 瓦磘天清宮